# 弗赖讷河畔多马坦
弗赖讷河畔多马坦（法語：Dommartin-sur-Vraine，法語發音：[dɔmaʁtɛ̃ syʁ vʁɛn] ⓘ）是法国大東部大區孚日省的一个市镇，属于讷沙托区。

## 地理
弗赖讷河畔多马坦（48°20'10"N, 5°54'21"E）面积7.1 平方千米，位于法国大東部大區孚日省，该省份为法国东北部内陆省份，北起默兹省和默尔特-摩泽尔省，西接上马恩省，南至上索恩省和贝尔福地区省，东临上莱茵省和下莱茵省。
与弗赖讷河畔多马坦接壤的市镇（或旧市镇、城区）包括：马孔库尔、莫雷尔迈松、兰维尔、圣保罗、圣普朗谢、比耶库尔。

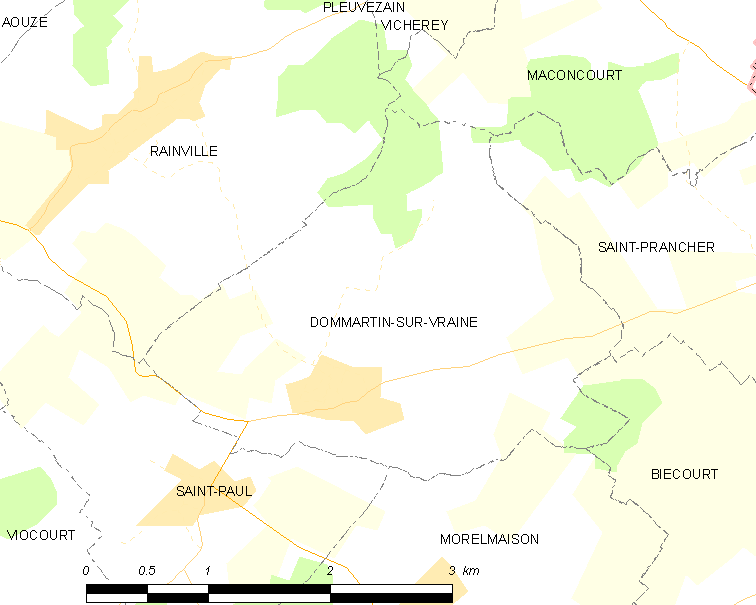
弗赖讷河畔多马坦的OSM定位图

弗赖讷河畔多马坦的时区为UTC+01:00、UTC+02:00（夏令时）。

## 行政
弗赖讷河畔多马坦的邮政编码为88170，INSEE市镇编码为88150。

## 政治
弗赖讷河畔多马坦所属的省级选区为米尔库尔县。

## 人口

1962-2008年间弗赖讷河畔多马坦人口变化图示

弗赖讷河畔多马坦于2022年1月1日时的人口数量为292人。